# Pseudocleobis levii
Pseudocleobis levii är en spindeldjursart som beskrevs av Paul Jean Baptiste Maury 1980. Pseudocleobis levii ingår i släktet Pseudocleobis och familjen Ammotrechidae. Inga underarter finns listade i Catalogue of Life.